# Theodor Fritzsch
Theodor Fritzsch, född 2 oktober 1868 i Auerbach, Vogtland, död 9 januari 1952 i Mainz, var en tysk pedagog och nyherbartian.
Fritzsch har utgett nya upplagor av filosofiska skrifter av Immanuel Kant och Johann Friedrich Herbart och pedagogiska skrifter av August Hermann Francke, Johann Bernhard Basedow, Ernst Christian Trapp och Hebart. Bland hans egna arbeten märks E. Chr. Trapp, sein Leben und seine Lehre (1900), Philantropismus und Gegenwart (1910), Hebarts Leben und Lehre (1921), Grundgedanken der Arbeitschule (1922) samt Kant und die Philantropisten (1924).